# En dansk ambassade
En dansk ambassade er en dansk dokumentarfilm fra 1965, der er instrueret af Børge Høst.

## Handling
Ambassaden i Bangkok benyttes som eksempel til skildring af centrale sider af dansk udenrigstjeneste.